# Lista planetelor minore/21901–22000
Aceasta este Lista planetelor minore/21901–22000; pentru a naviga prin lista completă vezi Lista planetelor minore.
Pentru ale detalii vezi și Proiect:Astronomie sau Portal:Astronomie.
| Nume                | Denumire provizorie | Data descoperirii | Locul descoperirii     | Descoperitor(i)                         |
| ------------------- | ------------------- | ----------------- | ---------------------- | --------------------------------------- |
| 21901 -             | 1999 VZ11           | 10 noiembrie 1999 | Fountain Hills⁠(d)      | C. W. Juels⁠(d)                          |
| 21902 -             | 1999 VD12           | 10 noiembrie 1999 | Fountain Hills         | C. W. Juels                             |
| 21903 Wallace       | 1999 VE12           | 10 noiembrie 1999 | Fountain Hills         | C. W. Juels                             |
| 21904 -             | 1999 VV12           | 11 noiembrie 1999 | Fountain Hills         | C. W. Juels                             |
| 21905 -             | 1999 VX14           | 2 noiembrie 1999  | Kitt Peak              | Spacewatch                              |
| 21906 -             | 1999 VH20           | 11 noiembrie 1999 | Fountain Hills⁠(d)      | C. W. Juels⁠(d)                          |
| 21907 -             | 1999 VM20           | 11 noiembrie 1999 | Fountain Hills         | C. W. Juels                             |
| 21908 -             | 1999 VQ21           | 12 noiembrie 1999 | Višnjan Observatory⁠(d) | K. Korlević                             |
| 21909 -             | 1999 VR21           | 12 noiembrie 1999 | Višnjan Observatory    | K. Korlević                             |
| 21910 -             | 1999 VT23           | 14 noiembrie 1999 | Fountain Hills⁠(d)      | C. W. Juels⁠(d)                          |
| 21911 -             | 1999 VW23           | 14 noiembrie 1999 | Fountain Hills         | C. W. Juels                             |
| 21912 -             | 1999 VL24           | 15 noiembrie 1999 | Fountain Hills         | C. W. Juels                             |
| 21913 Taylorjones   | 1999 VK28           | 3 noiembrie 1999  | Socorro                | LINEAR                                  |
| 21914 Melakabinoff  | 1999 VX34           | 3 noiembrie 1999  | Socorro                | LINEAR                                  |
| 21915 Lavins        | 1999 VE35           | 3 noiembrie 1999  | Socorro                | LINEAR                                  |
| 21916 -             | 1999 VU37           | 3 noiembrie 1999  | Socorro                | LINEAR                                  |
| 21917 -             | 1999 VY37           | 3 noiembrie 1999  | Socorro                | LINEAR                                  |
| 21918 -             | 1999 VN45           | 4 noiembrie 1999  | Catalina               | CSS                                     |
| 21919 Luga          | 1999 VV47           | 3 noiembrie 1999  | Socorro                | LINEAR                                  |
| 21920 -             | 1999 VZ47           | 3 noiembrie 1999  | Socorro                | LINEAR                                  |
| 21921 Camdenmiller  | 1999 VE49           | 3 noiembrie 1999  | Socorro                | LINEAR                                  |
| 21922 Mocz          | 1999 VK49           | 3 noiembrie 1999  | Socorro                | LINEAR                                  |
| 21923 -             | 1999 VT52           | 3 noiembrie 1999  | Socorro                | LINEAR                                  |
| 21924 Alyssaovaitt  | 1999 VN53           | 4 noiembrie 1999  | Socorro                | LINEAR                                  |
| 21925 Supasternak   | 1999 VW53           | 4 noiembrie 1999  | Socorro                | LINEAR                                  |
| 21926 Jacobperry    | 1999 VH54           | 4 noiembrie 1999  | Socorro                | LINEAR                                  |
| 21927 Sarahpierz    | 1999 VB55           | 4 noiembrie 1999  | Socorro                | LINEAR                                  |
| 21928 Prabakaran    | 1999 VX55           | 4 noiembrie 1999  | Socorro                | LINEAR                                  |
| 21929 Nileshraval   | 1999 VP56           | 4 noiembrie 1999  | Socorro                | LINEAR                                  |
| 21930 -             | 1999 VP61           | 4 noiembrie 1999  | Socorro                | LINEAR                                  |
| 21931 -             | 1999 VB64           | 4 noiembrie 1999  | Socorro                | LINEAR                                  |
| 21932 Rios          | 1999 VP65           | 4 noiembrie 1999  | Socorro                | LINEAR                                  |
| 21933 Aaronrozon    | 1999 VL70           | 4 noiembrie 1999  | Socorro                | LINEAR                                  |
| 21934               | 1999 VY71           | 7 noiembrie 1999  | Xinglong⁠(d)            | Beijing Schmidt CCD Asteroid Program⁠(d) |
| 21935 -             | 1999 VZ77           | 4 noiembrie 1999  | Socorro                | LINEAR                                  |
| 21936 Ryan          | 1999 VH79           | 4 noiembrie 1999  | Socorro                | LINEAR                                  |
| 21937 Basheehan     | 1999 VV80           | 4 noiembrie 1999  | Socorro                | LINEAR                                  |
| 21938 -             | 1999 VE81           | 4 noiembrie 1999  | Socorro                | LINEAR                                  |
| 21939 Kasmith       | 1999 VJ89           | 4 noiembrie 1999  | Socorro                | LINEAR                                  |
| 21940 -             | 1999 VU91           | 7 noiembrie 1999  | Socorro                | LINEAR                                  |
| 21941 -             | 1999 VU92           | 9 noiembrie 1999  | Socorro                | LINEAR                                  |
| 21942 Subramanian   | 1999 VN106          | 9 noiembrie 1999  | Socorro                | LINEAR                                  |
| 21943 -             | 1999 VG114          | 9 noiembrie 1999  | Catalina               | CSS                                     |
| 21944 -             | 1999 VA118          | 9 noiembrie 1999  | Kitt Peak              | Spacewatch                              |
| 21945 Kleshchonok   | 1999 VL135          | 13 noiembrie 1999 | Anderson Mesa          | LONEOS                                  |
| 21946 -             | 1999 VD138          | 9 noiembrie 1999  | Catalina               | CSS                                     |
| 21947 -             | 1999 VG141          | 10 noiembrie 1999 | Kitt Peak              | Spacewatch                              |
| 21948 -             | 1999 VY149          | 14 noiembrie 1999 | Socorro                | LINEAR                                  |
| 21949 Tatulian      | 1999 VA156          | 12 noiembrie 1999 | Socorro                | LINEAR                                  |
| 21950 -             | 1999 VS158          | 14 noiembrie 1999 | Socorro                | LINEAR                                  |
| 21951 -             | 1999 VE159          | 14 noiembrie 1999 | Socorro                | LINEAR                                  |
| 21952 Terry         | 1999 VD165          | 14 noiembrie 1999 | Socorro                | LINEAR                                  |
| 21953 -             | 1999 VB176          | 2 noiembrie 1999  | Catalina               | CSS                                     |
| 21954 -             | 1999 VU178          | 6 noiembrie 1999  | Socorro                | LINEAR                                  |
| 21955 -             | 1999 VW178          | 6 noiembrie 1999  | Socorro                | LINEAR                                  |
| 21956 Thangada      | 1999 VE179          | 6 noiembrie 1999  | Socorro                | LINEAR                                  |
| 21957 -             | 1999 VU179          | 6 noiembrie 1999  | Socorro                | LINEAR                                  |
| 21958 Tripuraneni   | 1999 VU185          | 15 noiembrie 1999 | Socorro                | LINEAR                                  |
| 21959 -             | 1999 VM186          | 15 noiembrie 1999 | Socorro                | LINEAR                                  |
| 21960 -             | 1999 VH189          | 15 noiembrie 1999 | Socorro                | LINEAR                                  |
| 21961 -             | 1999 VE203          | 8 noiembrie 1999  | Catalina               | CSS                                     |
| 21962 Scottsandford | 1999 VS203          | 9 noiembrie 1999  | Anderson Mesa          | LONEOS                                  |
| 21963 -             | 1999 VP207          | 13 noiembrie 1999 | Catalina               | CSS                                     |
| 21964 Kevinhousen   | 1999 VK213          | 13 noiembrie 1999 | Anderson Mesa          | LONEOS                                  |
| 21965 Dones         | 1999 VO213          | 13 noiembrie 1999 | Anderson Mesa          | LONEOS                                  |
| 21966 -             | 1999 WJ9            | 27 noiembrie 1999 | Anderson Mesa          | LONEOS                                  |
| 21967 -             | 1999 WS9            | 30 noiembrie 1999 | Oizumi                 | T. Kobayashi                            |
| 21968 -             | 1999 WE10           | 30 noiembrie 1999 | Oizumi                 | T. Kobayashi                            |
| 21969 -             | 1999 WJ17           | 30 noiembrie 1999 | Kitt Peak              | Spacewatch                              |
| 21970 Tyle          | 1999 XC             | 1 decembrie 1999  | Socorro                | LINEAR                                  |
| 21971 -             | 1999 XG             | 1 decembrie 1999  | Socorro                | LINEAR                                  |
| 21972 -             | 1999 XU             | 2 decembrie 1999  | Socorro                | LINEAR                                  |
| 21973 -             | 1999 XP1            | 2 decembrie 1999  | Socorro                | LINEAR                                  |
| 21974 -             | 1999 XV1            | 3 decembrie 1999  | Fountain Hills⁠(d)      | C. W. Juels⁠(d)                          |
| 21975 -             | 1999 XR2            | 4 decembrie 1999  | Fountain Hills         | C. W. Juels                             |
| 21976 -             | 1999 XV2            | 4 decembrie 1999  | Fountain Hills         | C. W. Juels                             |
| 21977 -             | 1999 XW2            | 4 decembrie 1999  | Fountain Hills         | C. W. Juels                             |
| 21978 -             | 1999 XW3            | 4 decembrie 1999  | Catalina               | CSS                                     |
| 21979 -             | 1999 XQ4            | 4 decembrie 1999  | Catalina               | CSS                                     |
| 21980 -             | 1999 XA5            | 4 decembrie 1999  | Catalina               | CSS                                     |
| 21981 -             | 1999 XX5            | 4 decembrie 1999  | Catalina               | CSS                                     |
| 21982 -             | 1999 XL8            | 4 decembrie 1999  | Gekko⁠(d)               | T. Kagawa⁠(d)                            |
| 21983 -             | 1999 XB12           | 6 decembrie 1999  | Catalina               | CSS                                     |
| 21984 -             | 1999 XC12           | 6 decembrie 1999  | Catalina               | CSS                                     |
| 21985 Šejna         | 1999 XG15           | 2 decembrie 1999  | Ondřejov⁠(d)            | L. Šarounová⁠(d)                         |
| 21986 Alexanduribe  | 1999 XO17           | 2 decembrie 1999  | Socorro                | LINEAR                                  |
| 21987 -             | 1999 XH18           | 3 decembrie 1999  | Socorro                | LINEAR                                  |
| 21988 -             | 1999 XQ20           | 5 decembrie 1999  | Socorro                | LINEAR                                  |
| 21989 Werntz        | 1999 XU20           | 5 decembrie 1999  | Socorro                | LINEAR                                  |
| 21990 Garretyazzie  | 1999 XH22           | 6 decembrie 1999  | Socorro                | LINEAR                                  |
| 21991 Zane          | 1999 XM23           | 6 decembrie 1999  | Socorro                | LINEAR                                  |
| 21992 -             | 1999 XZ23           | 6 decembrie 1999  | Socorro                | LINEAR                                  |
| 21993 -             | 1999 XH26           | 6 decembrie 1999  | Socorro                | LINEAR                                  |
| 21994 -             | 1999 XU26           | 6 decembrie 1999  | Socorro                | LINEAR                                  |
| 21995 -             | 1999 XL29           | 6 decembrie 1999  | Socorro                | LINEAR                                  |
| 21996 -             | 1999 XP31           | 6 decembrie 1999  | Socorro                | LINEAR                                  |
| 21997 -             | 1999 XP36           | 7 decembrie 1999  | Fountain Hills⁠(d)      | C. W. Juels⁠(d)                          |
| 21998 -             | 1999 XH37           | 7 decembrie 1999  | Fountain Hills         | C. W. Juels                             |
| 21999 Disora        | 1999 XS38           | 7 decembrie 1999  | Campo Catino           | F. Mallia⁠(d)                            |
| 22000 -             | 1999 XF40           | 7 decembrie 1999  | Socorro                | LINEAR                                  |